# Afrique du Sud-Angleterre en rugby à XV
Cet article présente l'historique des confrontations entre l'équipe d'Afrique du Sud et l'équipe d'Angleterre en rugby à XV. Les deux équipes se sont affrontées à quarante-six reprises dont cinq fois en Coupe du monde. Les Sud-Africains ont remporté vingt-neuf rencontres contre seize pour les Anglais et deux matches nuls.

## Historique
L'Afrique du Sud domine l'Angleterre jusqu'à l'interruption des confrontations pour cause de protestation contre la politique d'apartheid du régime politique sud-africain (6 victoires, 1 nul, 2 défaites). Lors du retour dans le concert international, après deux défaites, les Springboks continuent leur domination. De 2000 à 2006, l'Angleterre aligne sept victoires en sept rencontres, avec une très large victoire 53 à 3. Depuis, l'Afrique du Sud domine assez largement leurs confrontations directes.
Le 26 mai 2007, les Sud-Africains remportent leur plus large victoire contre l'Angleterre (58 à 10) face à une équipe volontairement privée de la plupart de ses meilleurs éléments. Les deux équipes s'affrontent à deux reprises lors de la Coupe du monde 2007, et les deux fois les Springboks s'imposent sans coup férir que  ce soit en poules (36 à 0) ou en finale (15 à 6). Le 22 novembre 2008, l'Afrique du Sud inflige à l'Angleterre sa plus large défaite de son histoire sur son terrain (42-6).
Les deux équipes d'affrontent à nouveau en finale de Coupe du monde à l'occasion de l'édition 2019, et c'est à nouveau l'Afrique du Sud qui remporte le match (32 à 12).

## Les confrontations
Voici les confrontations entre ces deux équipes :
| No | Date              | Lieu                                             | Match                       | Score   | Compétition                      |
| -- | ----------------- | ------------------------------------------------ | --------------------------- | ------- | -------------------------------- |
| 1  | 8 décembre 1906   | Selhurst Park, Londres, Angleterre               | Angleterre – Afrique du Sud | 3 – 3   | Test                             |
| 2  | 4 janvier 1913    | Stade de Twickenham, Londres, Angleterre         | Angleterre – Afrique du Sud | 3 – 9   | Test                             |
| 3  | 2 janvier 1932    | Stade de Twickenham, Londres, Angleterre         | Angleterre – Afrique du Sud | 0 – 7   | Test                             |
| 4  | 5 janvier 1952    | Stade de Twickenham, Londres, Angleterre         | Angleterre – Afrique du Sud | 3 – 8   | Test                             |
| 5  | 7 janvier 1961    | Stade de Twickenham, Londres, Angleterre         | Angleterre – Afrique du Sud | 0 – 5   | Test                             |
| 6  | 20 décembre 1969  | Stade de Twickenham, Londres, Angleterre         | Angleterre – Afrique du Sud | 11 – 8  | Test                             |
| 7  | 3 juin 1972       | Johannesbourg, Afrique du Sud                    | Afrique du Sud – Angleterre | 9 – 18  | Test                             |
| 8  | 2 juin 1984       | Port Elizabeth, Afrique du Sud                   | Afrique du Sud – Angleterre | 33 – 15 | Test                             |
| 9  | 9 juin 1984       | Johannesburg Afrique du Sud                      | Afrique du Sud – Angleterre | 35 – 9  | Test                             |
| 10 | 14 novembre 1992  | Stade de Twickenham, Londres, Angleterre         | Angleterre – Afrique du Sud | 33 – 16 | Test                             |
| 11 | 4 juin 1994       | Pretoria, Afrique du Sud                         | Afrique du Sud – Angleterre | 15 – 32 | Test                             |
| 12 | 11 juin 1994      | Le Cap, Afrique du Sud                           | Afrique du Sud – Angleterre | 27 – 9  | Test                             |
| 13 | 18 novembre 1995  | Stade de Twickenham, Londres, Angleterre         | Angleterre – Afrique du Sud | 14 – 24 | Test                             |
| 14 | 29 novembre 1997  | Stade de Twickenham, Londres, Angleterre         | Angleterre – Afrique du Sud | 11 – 29 | Test                             |
| 15 | 4 juillet 1998    | Le Cap, Afrique du Sud                           | Afrique du Sud – Angleterre | 18 – 0  | Test                             |
| 16 | 5 décembre 1998   | Stade de Twickenham, Londres, Angleterre         | Angleterre – Afrique du Sud | 13 – 7  | Test                             |
| 17 | 24 octobre 1999   | Stade de France, Saint-Denis France              | Afrique du Sud – Angleterre | 44 – 21 | Coupe du monde (quart de finale) |
| 18 | 17 juin 2000      | Pretoria, Afrique du Sud                         | Afrique du Sud – Angleterre | 18 – 13 | Test                             |
| 19 | 24 juin 2000      | Bloemfontein, Afrique du Sud                     | Afrique du Sud – Angleterre | 22 – 27 | Test                             |
| 20 | 2 décembre 2000   | Stade de Twickenham, Londres, Angleterre         | Angleterre – Afrique du Sud | 25 – 17 | Test                             |
| 21 | 24 novembre 2001  | Stade de Twickenham, Londres, Angleterre         | Angleterre – Afrique du Sud | 29 – 9  | Test                             |
| 22 | 23 novembre 2002  | Stade de Twickenham, Londres, Angleterre         | Angleterre – Afrique du Sud | 53 – 3  | Test                             |
| 23 | 18 octobre 2003   | Subiaco Oval, Perth, Australie                   | Angleterre – Afrique du Sud | 25 – 6  | Coupe du monde (poule C)         |
| 24 | 20 novembre 2004  | Stade de Twickenham, Londres, Angleterre         | Angleterre – Afrique du Sud | 32 – 16 | Test                             |
| 25 | 18 novembre 2006  | Stade de Twickenham, Londres, Angleterre         | Angleterre – Afrique du Sud | 23 – 21 | Test                             |
| 26 | 25 novembre 2006  | Stade de Twickenham, Londres, Angleterre         | Angleterre – Afrique du Sud | 14 – 25 | Test                             |
| 27 | 26 mai 2007       | Bloemfontein Afrique du Sud                      | Afrique du Sud – Angleterre | 58 – 10 | Test                             |
| 28 | 2 juin 2007       | Pretoria Afrique du Sud                          | Afrique du Sud – Angleterre | 55 – 22 | Test                             |
| 29 | 14 septembre 2007 | Stade de France, Saint-Denis, France             | Angleterre – Afrique du Sud | 0 – 36  | Coupe du monde (poule A)         |
| 30 | 20 octobre 2007   | Stade de France, Saint-Denis, France             | Angleterre – Afrique du Sud | 6 – 15  | Coupe du monde (finale)          |
| 31 | 22 novembre 2008  | Stade de Twickenham, Londres, Angleterre         | Angleterre – Afrique du Sud | 6 – 42  | Test                             |
| 32 | 27 novembre 2010  | Stade de Twickenham, Londres, Angleterre         | Angleterre – Afrique du Sud | 11 – 21 | Test                             |
| 33 | 9 juin 2012       | Durban, Afrique du Sud                           | Afrique du Sud – Angleterre | 22 – 17 | Test                             |
| 34 | 16 juin 2012      | Johannesburg, Afrique du Sud                     | Afrique du Sud – Angleterre | 36 – 27 | Test                             |
| 35 | 23 juin 2012      | Port Elizabeth, Afrique du Sud                   | Afrique du Sud – Angleterre | 14 – 14 | Test                             |
| 36 | 24 novembre 2012  | Stade de Twickenham, Londres, Angleterre         | Angleterre – Afrique du Sud | 15 – 16 | Test                             |
| 37 | 15 novembre 2014  | Stade de Twickenham, Londres, Angleterre         | Angleterre – Afrique du Sud | 28 – 31 | Test                             |
| 38 | 12 novembre 2016  | Stade de Twickenham, Londres, Angleterre         | Angleterre – Afrique du Sud | 37 – 21 | Test                             |
| 39 | 9 juin 2018       | Johannesburg, Afrique du Sud                     | Afrique du Sud – Angleterre | 42 – 39 | Test                             |
| 40 | 16 juin 2018      | Bloemfontein, Afrique du Sud                     | Afrique du Sud – Angleterre | 23 – 12 | Test                             |
| 41 | 23 juin 2018      | Le Cap, Afrique du Sud                           | Afrique du Sud – Angleterre | 10 – 25 | Test                             |
| 42 | 3 novembre 2018   | Stade de Twickenham, Londres, Angleterre         | Angleterre – Afrique du Sud | 12 – 11 | Test                             |
| 43 | 2 novembre 2019   | Stade international de Yokohama, Yokohama, Japon | Angleterre – Afrique du Sud | 12 – 32 | Coupe du monde (finale)          |
| 44 | 20 novembre 2021  | Stade de Twickenham, Londres, Angleterre         | Angleterre – Afrique du Sud | 27 – 26 | Test                             |
| 45 | 26 novembre 2022  | Stade de Twickenham, Londres, Angleterre         | Angleterre – Afrique du Sud | 13 – 27 | Test                             |
| 46 | 21 octobre 2023   | Stade de France, Saint-Denis, France             | Angleterre – Afrique du Sud | 15 – 16 | Coupe du monde (demi-finale)     |
| 47 | 16 novembre 2024  | Stade de Twickenham, Londres, Angleterre         | Angleterre – Afrique du Sud | 20 – 29 | Test                             |